# FM Noronha
FM Noronha é uma emissora de rádio brasileira sediada no arquipélago de Fernando de Noronha, pertencente a Administração Geral do Distrito Estadual. Opera no dial FM, na frequência 96,9 MHz. Faz parte do Sistema Golfinho de Comunicação, que também administra a TV Golfinho.

## História

### FM Noronha (1982-2015)
Os primeiros sinais de rádio chegaram em Fernando de Noronha em 1982, por meio de uma repetidora de sinais instalada pelo governo para levar até a ilha o sinal da Rádio Nacional.
Em 1990, a emissora passa a gerar programação local. O programa Momentos de Alegria é um dos primeiros programas locais, sendo apresentado por Ramos Pereira (Raminho).
Em março de 2000, a emissora se afiliou a Rede Transamérica Pop, passando a ficar no ar 24 horas por dia. Estreiam novos programas, como Toca Uma e Balaio de Gato, voltados ao público jovem, com rock nacional e internacional e MPB, o Naftalina, uma versão local do programa da Rede Transamérica Pop, trazendo músicas de estilo pop/rock dos anos 80 e 90, e o Ilha Esperança, programa ecológico com debates e músicas. A emissora também contava com uma programação religiosa, que ia ao ar das 18 as 19 horas, sendo comandado por um segmento religioso diferente a cada dia. A programação nacional da Transamérica era retransmitida das 20h ás 8 da manhã.

### Jovem Pan FM Fernando de Noronha (2015-2016)
Em 4 de agosto de 2015, a emissora deixa a Transamérica Pop, e se torna afiliada à Jovem Pan FM, passando a adotar também o nome da rede. A afiliação da emissora iniciou ao meio-dia, com apresentação nacional no programa Pânico. A emissora também muda horários de sua programação, colocando o programa Momentos de Alegria das 16 horas até as 17:30, reduzindo a duração do programa, que antes tinha 3 horas de duração. O programa Balaio de Gato foi para o horário das 17:30 às 19 horas, e logo após, os programas religiosos, indo das 19 horas até as 20 horas.

### FM Noronha (2016-atual)
Em outubro de 2016, o Sistema Golfinho de Comunicação é reestruturado pela administração distrital de Fernando de Noronha, em parceria com o Governo do Estado de Pernambuco, para o retorno das operações da TV Golfinho. A reestruturação atingiu também a emissora de rádio. Com isso, a 96,9 deixa a Rede Jovem Pan FM para realizar parceria com a Rádio Nacional, volta a se chamar FM Noronha e retorna horários tradicionais de sua programação local. Entre as mudanças, os programas Momentos de Alegria e Balaio de Gato retornaram aos seus respectivos horários tradicionais.
Em 24 de março de 2020, a FM Noronha passou a operar streaming de áudio no site oficial da administração distrital do arquipélago. Em 5 de abril de 2023, Ramos Pereira, que era locutor da emissora há mais de 30 anos, faleceu aos 65 anos de idade. No ano anterior, ele havia sido diagnosticado com um câncer na cabeça, e estava em tratamento.

## Programas
Atualmente, além de retransmitir a programação da Rádio Nacional, a FM Noronha transmite os seguintes programas:
- Alma Leve: Variedades, com Elô Araújo;
- Balaio de Gato: Variedades, com Thânia Brito;
- B do Rock: Musical, com Rafael Robles;
- Jornal da Ilha: Jornalístico, com Karol Vieira;

- Momentos de Alegria: Variedades, com Pedro Ribeiro;
- Momentos com Cristo: Religioso;
- Voz que Liberta: Religioso;
- A Caminho da Luz: Religioso;
- Jesus Rei: Religioso;

Outros programas compuseram a programação da emissora e foram descontinuados:
- Toca Uma
- Naftalina
- Ilha Esperança
- Quarta Onda